# 57P/du Toit-Neujmin-Delporte-A
57P/du Toit-Neujmin-Delporte-A, komet Jupiterove obitelji. Ima mnogo suotkrivatelja i složenu povijest otkrića zbog neprikladnih komunikacija tijekom Drugoga svjetskog rata.